# 버블링
버블링(본명: 박준형, 1993년 4월 13일 ~ )은 대한민국의 전직 리그 오브 레전드 프로게이머이다. 프로게임단 지도자로도 활동했다. 선수 시절 포지션은 정글이었다. 아이디는 Bubbling이었다. 현재 DWG KIA의 1군팀 코치을 맡고 있다.

## 선수 시절
2015년 1월, Anarchy에 입단하면서 프로 커리어를 시작했다. 2015 스프링 챌린저스 1차 토너먼트에서 팀의 우승에 기여했다.
2015년 6월, 위너스에 입단했다.
2016시즌을 앞두고 CJ 엔투스에 입단했다. 스프링 시즌 팀의 주전 정글러로 활동했다. 서머 시즌에는 하루가 팀의 주전을 차지함에 따라 서브 멤버로 밀려났다.

## 지도자 생활
2019년 8월, 드래곤X의 아카데미팀 코치로 부임했다. 2020시즌을 앞두고 1군팀 코치로 승격되었다. 2020년 6월, 아카데미팀 코치로 다시 자리를 옮겼다.
2021시즌을 앞두고 DWG KIA의 아카데미팀 코치로 부임했다. 2021년 1월, 2군팀과 아카데미팀의 총감독으로 부임했다.
2022시즌을 앞두고 1군 코치로 콜업되었다.
2023시즌을 앞두고 담원의 2군팀 감독으로 선임되었다.

## 소속팀

### 선수
| # | 팀명      | 소속 기간             | 소속 리그 | 비고 |
| - | --------- | --------------------- | --------- | ---- |
| 1 | Anarchy   | 2015.01~2015.06       | CK        |      |
| 2 | 위너스    | 2015.06~2015          | CK        |      |
| 3 | CJ 엔투스 | 2015.12.28~2016.11.30 | LCK       |      |

### 지도자
| # | 팀명    | 직책            | 소속 기간             | 소속 리그 | 비고 |
| - | ------- | --------------- | --------------------- | --------- | ---- |
| 1 | 드래곤X | 아카데미팀 코치 | 2019.08.17~2019.12.04 | LCK       |      |
| 2 | 드래곤X | 코치            | 2019.12.04~2020.06.07 | LCK       |      |
| 3 | 드래곤X | 아카데미팀 코치 | 2020.06.07~2020.12.30 | LCK       |      |
| 4 | DWG KIA | 아카데미팀 코치 | 2020.12.31~2021.01.29 | LCK       |      |
| 5 | DWG KIA | 2군 감독        | 2021.01.29~2021.12.23 | LCK       |      |
| 6 | DWG KIA | 아카데미팀 감독 | 2021.01.29~2021.12.23 | LCK       |      |
| 7 | DWG KIA | 코치            | 2021.12.23~2022.11.22 | LCK       |      |
| 8 | DWG KIA | 2군 감독        | 2022.11.22~           | LCK       |      |

## 수상 내역

### 선수
- 리그 오브 레전드 챌린저스 코리아 스프링 2015 1차 토너먼트 우승